# Savanne

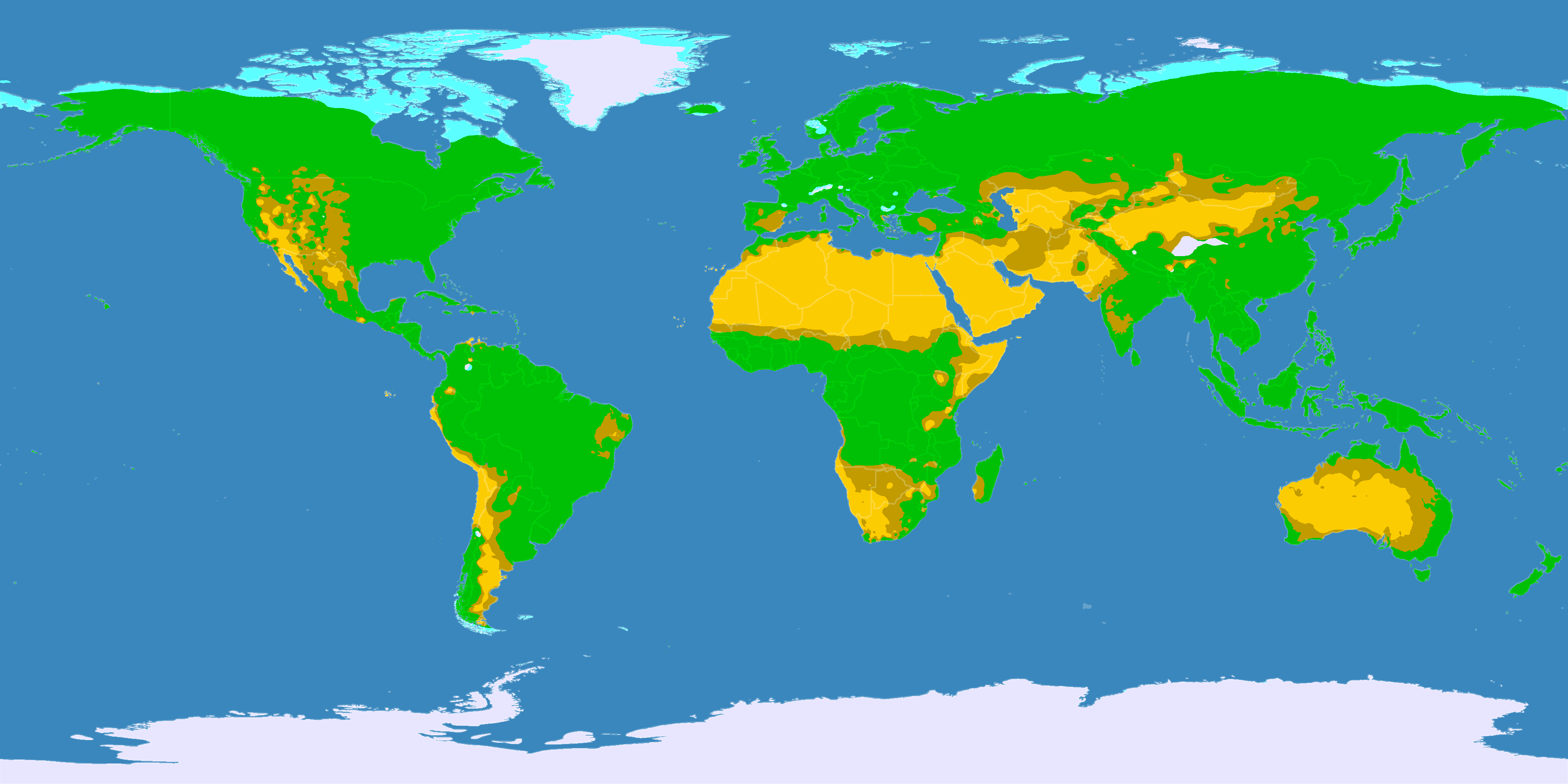
Trockenklimate der Erde:
Wüstenklima
Savannen- oder Steppenklima
Tundrenklima
Eisklima

Als Savanne (über spanisch sabana aus einer karibischen Sprache entlehnt) wird im Allgemeinen ein tropischer oder subtropischer Vegetationstyp bezeichnet, der aus einer geschlossenen Krautschicht und einer eher offenen Gehölzschicht mit mehr oder weniger Bäumen besteht. Nur auf Vertisolen und sehr flachgründigen Böden sind (azonale) Savannen baumfrei. Die Abgrenzung zu Trockenwäldern wird unterschiedlich gehandhabt.
Außerdem ist Savanne ein Sammelbegriff für die Vegetationszone zwischen dem tropischen Regenwald und der Wüste. Savanne beziehungsweise savana/sabana bedeutet „weite Ebene“. Die Savanne macht je nach Betrachtungsweise 13 bis 18 Prozent der gesamten Landoberfläche der Erde aus. Diese Zahlen liegen so weit auseinander, weil Grenzen in der Natur in aller Regel fließend sind und sich über viele hundert Kilometer erstrecken können. Daher sind künstliche Grenzziehungen erforderlich, um den Anteil zu berechnen. Diese Grenzziehungen hängen von der Ansicht des Betrachters ab und weichen deshalb von Autor zu Autor voneinander ab.

## Der Begriff Savanne

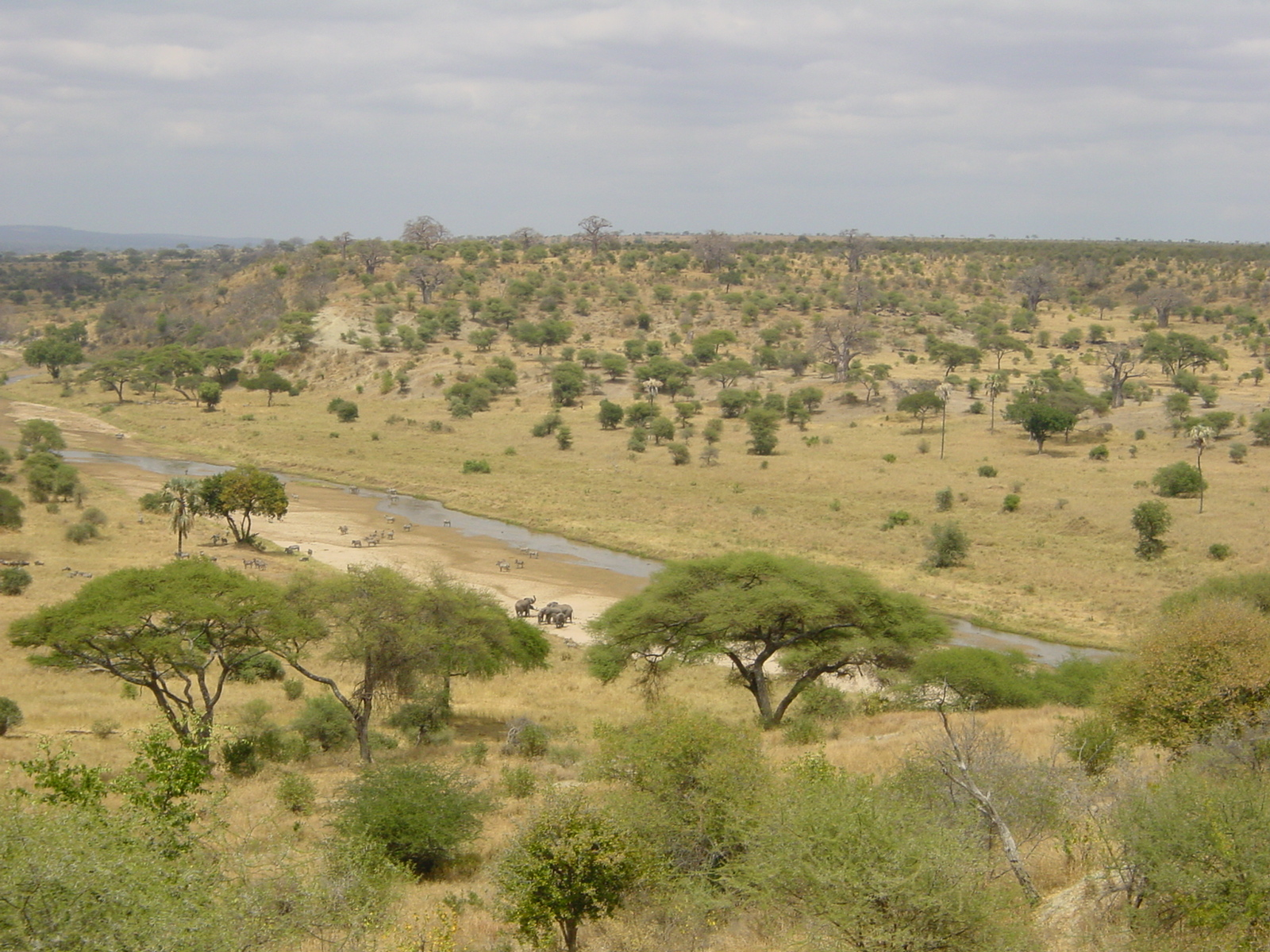
Tarangire-Nationalpark in Tansania, Bild einer typischen Trockensavanne

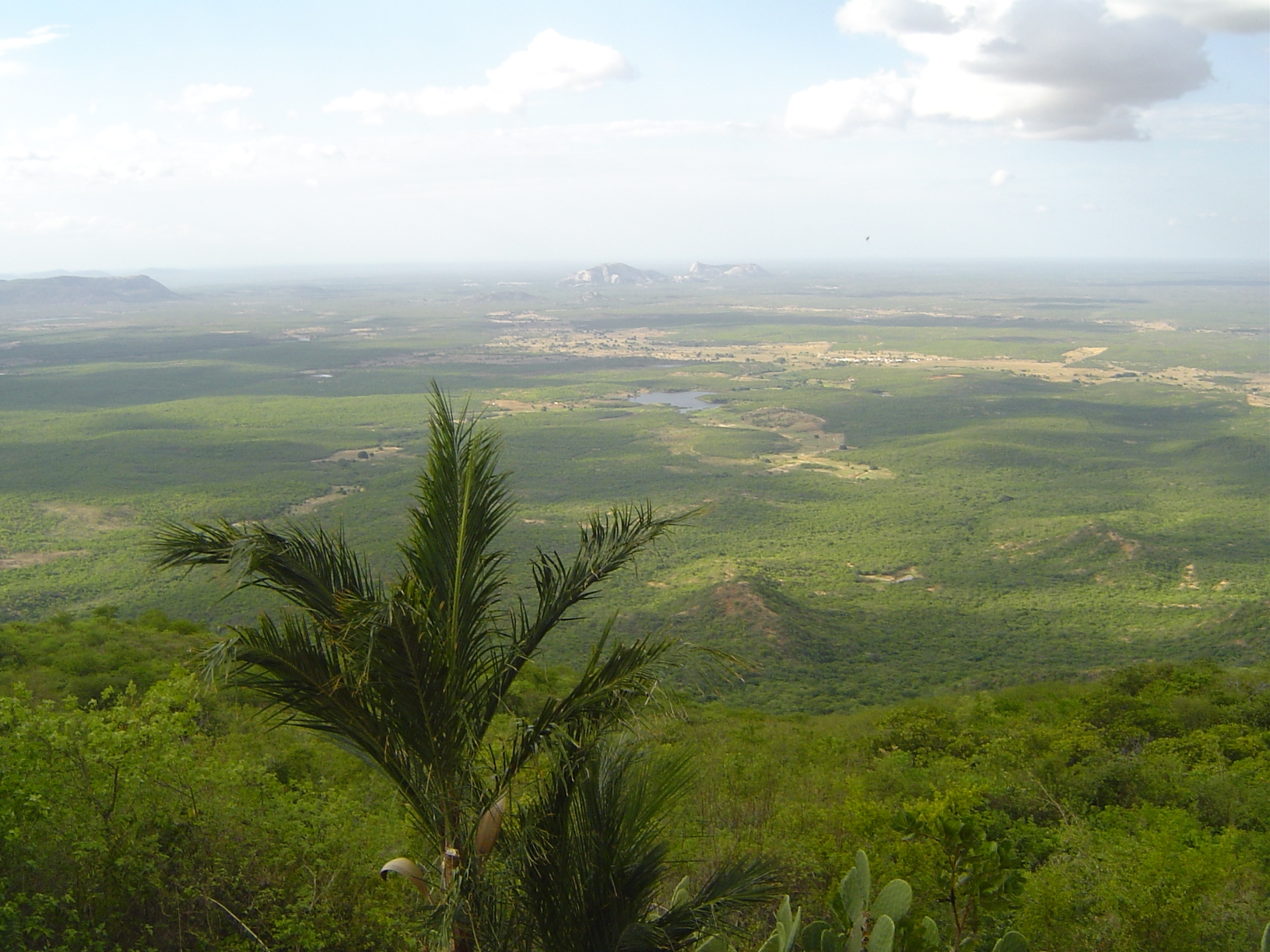
Sertão in Rio Grande do Norte, Nordosten Brasiliens

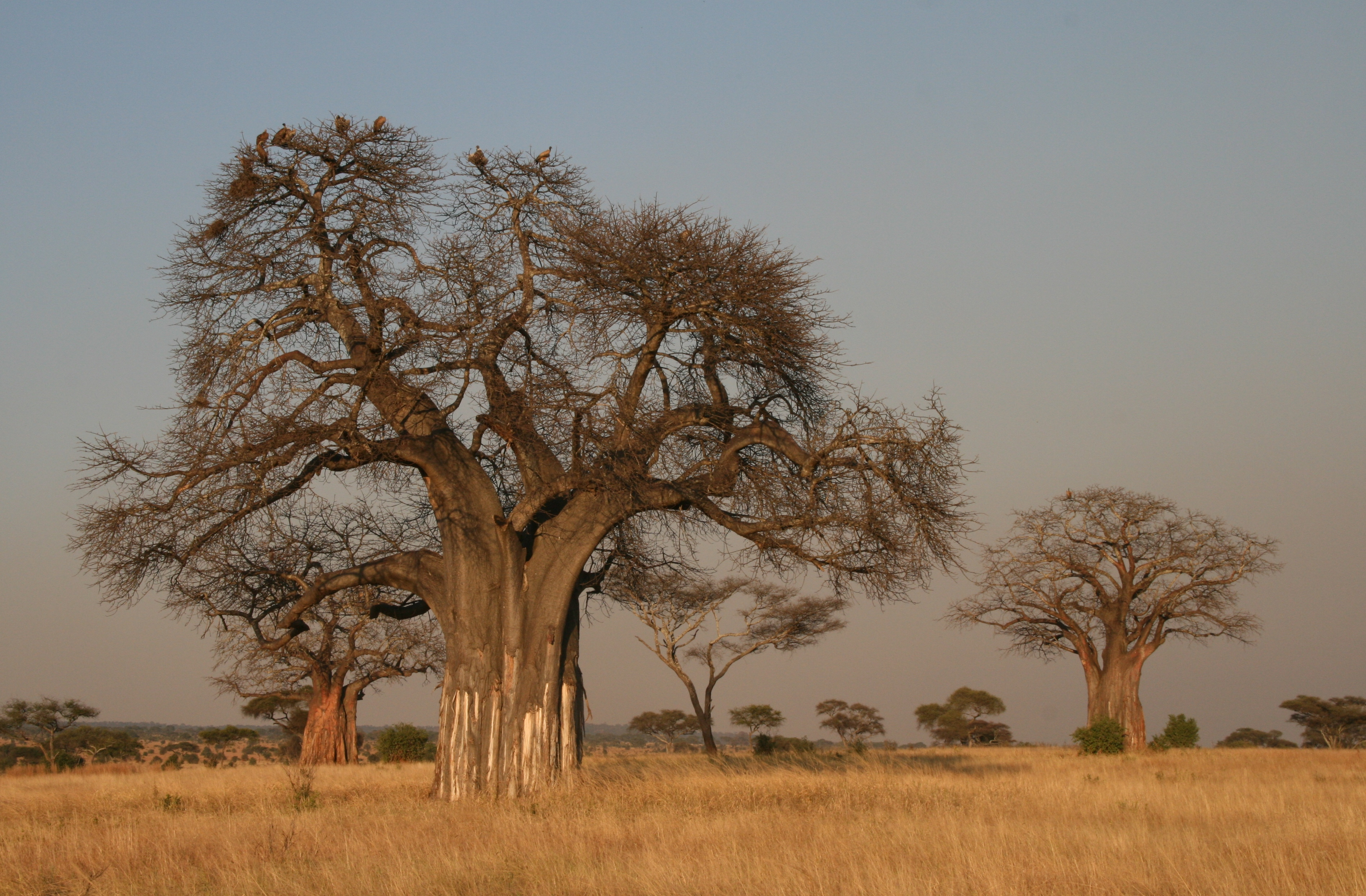
Trockenkahle Baobabs im Tarangire-Nationalpark, Tansania

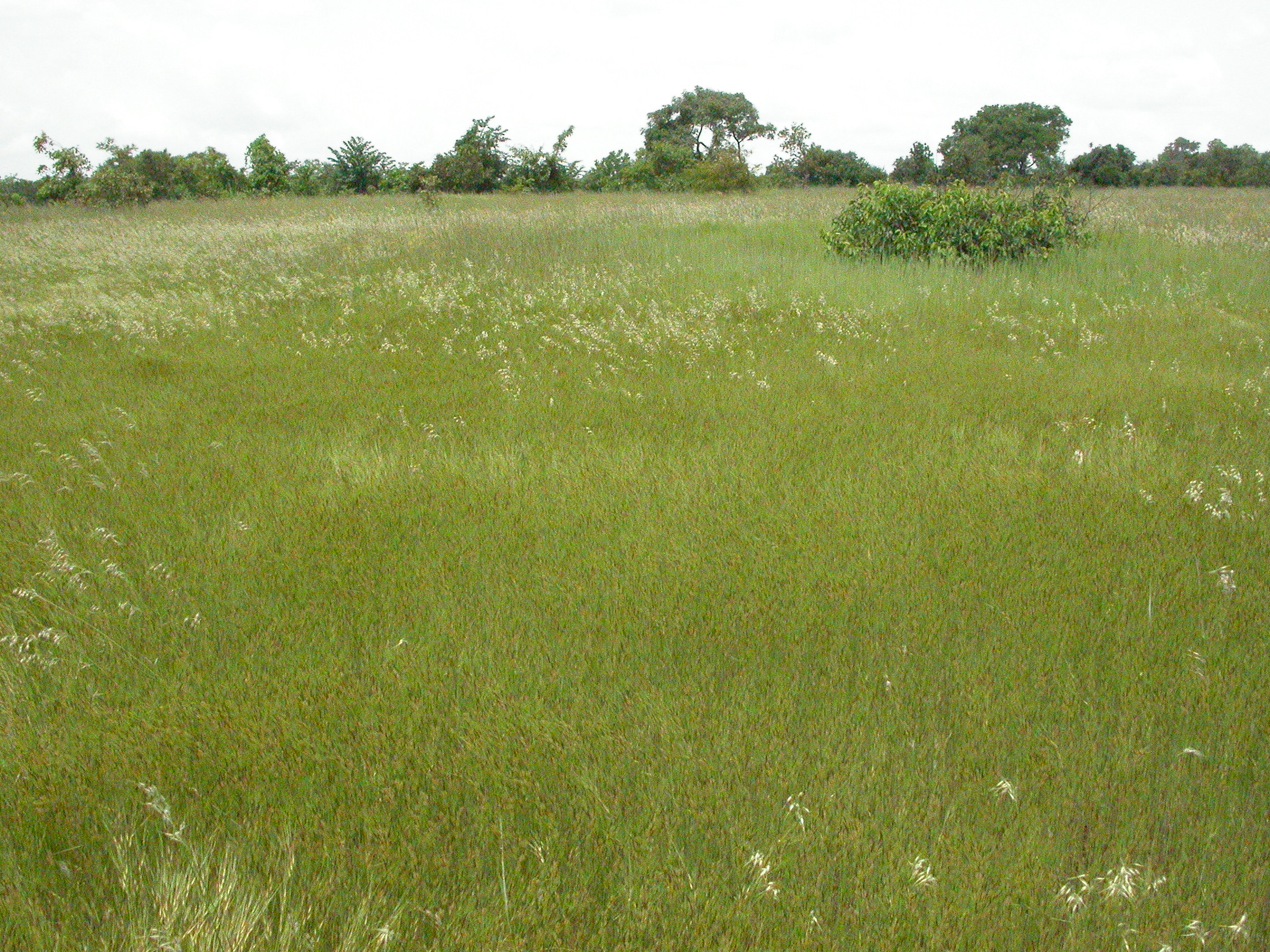
Grassavanne im Forêt classée de Dindéresso, Burkina Faso

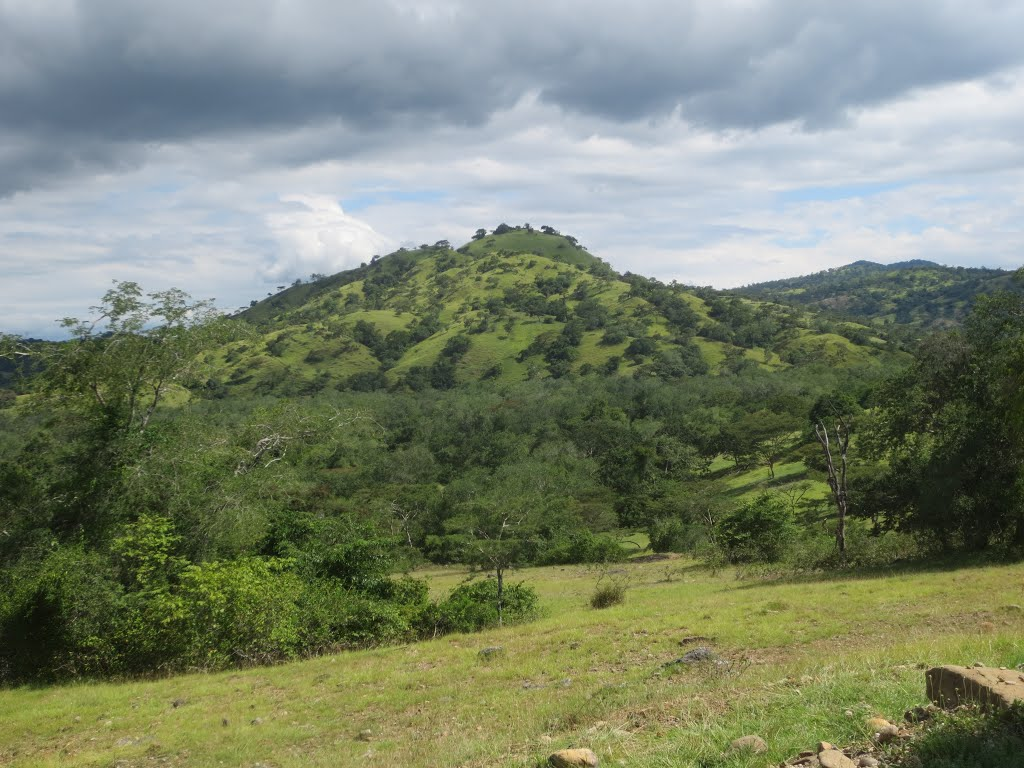
Savanne, 3 km westlich vom Ort Laleia (Osttimor)

Obwohl die Begriffe „Savanne“ und „Steppe“ zur Bezeichnung bestimmter Vegetationstypen eingeführt wurden, wurde die Bezeichnung ab den 1970er Jahren von Geographen mehr für bestimmte Klimazonen verwendet. Carl Troll hat zunächst vorgeschlagen, in den Tropen alle hygrophilen Pflanzengesellschaften als Savannen zu bezeichnen, ganz gleichgültig, was für eine Vegetation es ist. Da jedoch hygrophil und xerophil relative und schwer definierbare Begriffe sind, hat Eckehart Johannes Jäger dem Begriff der Savanne einen klimatischen Sinn gegeben, der nichts mehr mit der zonalen Vegetation zu tun hatte.

## Ökologie
Die Savanne ist eine Landschaftszone der Tropen, die durch ihren offenen Bewuchs (Grasland) und vereinzelt stehende Bäume oder Baumgruppen charakterisiert ist. Sie treten im Übergangsbereich zwischen der ariden Passatwindzone und dem tropischen Regenwaldklima auf. Entsprechend liegt die Vegetationszone der Savannen zwischen den Vegetationszonen Wüste und tropischem Wald. Savannen sind aufgrund der sommerlichen Regenzeit sommergrüne trockenkahle Pflanzengesellschaften.
Wie Wissenschaftler der Universität Lund feststellten, haben die Savannen und Steppen der Erde neben den tropischen Regenwäldern eine große Bedeutung als Kohlenstoffsenken und damit für das globale Klima. Das durch die jährliche Photosyntheseleistung der Grasländer aus der Atmosphäre entnommene Kohlendioxid entspricht ungefähr einem Drittel der jährlichen anthropogenen Kohlendioxidemissionen. Zu einer Kohlenstoffsenke wird die Savanne natürlich nur, wenn es tatsächlich zu einer Nettoanreicherung von Kohlenstoff in der Biomasse oder im Boden der Savanne kommt. Dies wird vielerorts konterkariert durch die häufigen, überwiegend vom Menschen verursachten Feuer.

## Faktoren der Entwicklungsdynamik

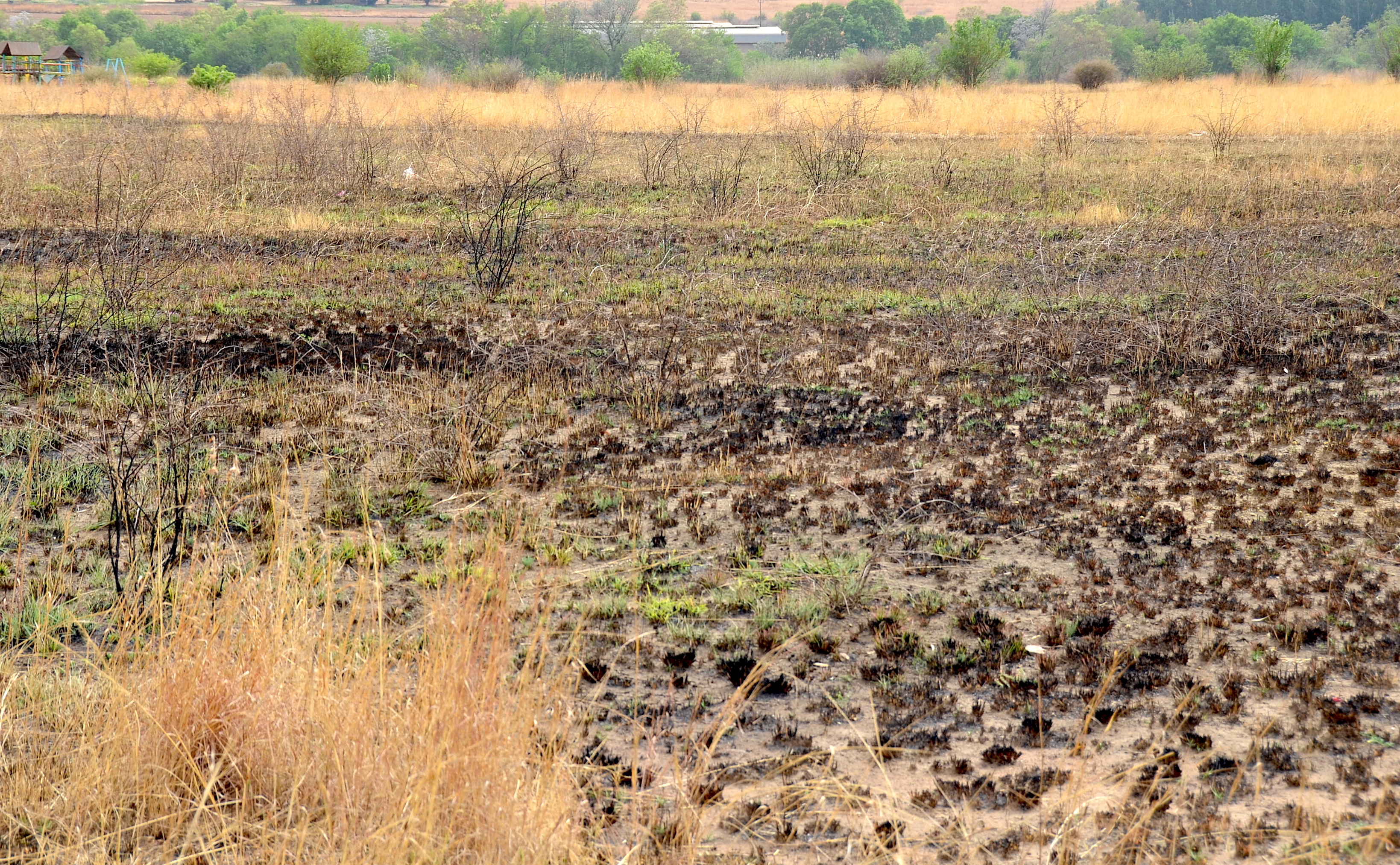
Kontrollierte Savannen-Feuer machen Platz für jüngere Gräser und regulieren das Wachstum von Bäumen und Büschen

Der die Vegetation beherrschende Faktor ist hier der jahreszeitliche Wassermangel. Typische Werte liegen zwischen 500 und 1500 mm Jahresniederschlag (das heißt 500 bis 1500 Liter Wasser pro Quadratmeter und Jahr). Die Vegetation zeigt eine ausgesprochene Aktivitätsperiode im Sommer. Die Produktivität steigt mit der Länge der Regenzeit von 7 Tonnen pro Hektar und Jahr in wüstennahen Regionen auf bis zu 20 Tonnen pro Hektar und Jahr in den äquatornahen teil-immergrünen Wäldern.
Wichtige Baumarten der Savanne stellt die Gattung Acacia mit weltweit rund 900 Arten. Der trockenkahle Baobab hat zum Schutz gegen Wasserverlust einen weichholzigen, sehr dicken Stamm mit einem Umfang von teilweise mehr als 20 m. Solche Individuen sind dazu in der Lage, bis zu 100.000 Liter Wasser zu speichern. In einigen Gebieten findet man auch baumförmige Blattsukkulenten, zum Beispiel Aloe dichotoma. In feuchteren, geschlosseneren Wäldern wie den Miombowäldern Zentralafrikas findet man die wichtige Gehölzfamilie der Caesalpiniaceae. Dazu zählt beispielsweise der Mopanebaum (Colophospermum mopane).
Feuer sind wichtig im Ökosystem von Savannen. Sie führen zum Sterben von jungen Bäumen und begünstigen Gräser. Durch die Brände werden tote Pflanzenteile entfernt und Teile der Nährstoffe über die Asche dem Kreislauf zurückgegeben (Remineralisierung). Andere Nährstoffe (vor allem Stickstoff und Schwefel) werden jedoch mit dem Rauch aus dem Ökosystem entfernt. Außerdem überführt der Brand Kohlenstoff aus der Biomasse in Kohlendioxid und führt zu einer Verringerung des Streueintrags in den Boden. Ferner ist nach dem Brand die Sonneneinstrahlung auf den Boden verstärkt, was eine Temperaturerhöhung im Oberboden und damit eine erhöhte Mineralisierungsrate zur Folge hat. Beide Effekte zusammen (weniger Kohlenstoffinput, mehr Kohlenstoffoutput) bewirken eine Verringerung der Humusvorräte im Boden und eine Erhöhung der Kohlendioxidkonzentration in der Atmosphäre.
In der Savanne gibt es wie in allen anderen Klimazonen Tierarten, die sich der Vegetation dieses Lebensraumes angepasst haben, und andererseits Tierarten, die die angepassten Arten als Beute schlagen oder als Aas verzehren. Zu den großen Herbivoren (Pflanzenfressern) der Savannen zählen Gnu, Gazelle, Zebra, Elefant, Känguru und Giraffe. Die weitaus häufigsten pflanzenfressenden Tierarten, also vor allem Ameisen und Termiten, kommen aber aus der Klasse der Insekten. Die wichtigsten Carnivoren (Fleischfresser) sind Gepard, Löwe und auch Puma.
Das Konkurrenzgefüge zwischen Gräsern und Bäumen wird auch durch diese großen Pflanzenfresser beeinflusst: Elefanten brechen Äste an Bäumen ab, um an das Laub zu gelangen, schälen die Rinde und schlagen oder treten Bäume aus anderen Gründen um. Durch das Absterben der Baumschicht wird der Waldbestand aufgelichtet, was die Wachstumsbedingungen für Gräser verbessert, die von Büffeln, Zebras und Gazellen geweidet werden. Bei besonders intensiver Beweidung verbessern sich wiederum die Bedingungen für das Aufkommen von jungen Bäumen. Insbesondere die dornenbewehrten und somit verbissresistenten Akazien können sich dann ausbreiten. Mit dieser Dynamik gelten die Savannenlandschaften als Modell für die Megaherbivorenhypothese.
Das ökologische Gleichgewicht wird durch menschliche Aktivität schwer belastet. Hier sind insbesondere die Überweidung und die Zerstörung der Grasnarbe durch Tritte zu nennen, die der Erosion Vorschub leisten. Hinzu kommt die Brennholzgewinnung und die Schneitelung zur Tierfuttergewinnung. Diese Aktivität wird verstärkt durch den Bevölkerungszuwachs. Eine Abtragung des humosen Oberbodens wird forciert, Entwaldung setzt ein und Wüste breitet sich aus (Desertifikation).

## Arten von Savannen
Es gibt drei verschiedene Arten von Savannen: Feucht-, Trocken- und Dornstrauchsavanne.
Die Feuchtsavannen sind am nächsten am Äquator angesiedelt, während die sehr trockenen Dornstrauchsavannen meist nahe den Wendekreisen und somit nahe von Wüsten angesiedelt sind.
|                      | Feuchtsavanne | Trockensavanne                         | Dornstrauchsavanne                 |
| -------------------- | --- | -------------------------------------- | ---------------------------------- |
| Lage                 | Afrika, Asien, Australien, Indien, Südamerika                                                                      | Afrika, Asien, Australien              | Afrika, Asien, Mexiko, Südamerika  |
| Klima                | 7–8 humide Monate                                                                                                  | 4,5–7 humide Monate                    | 2–4 humide Monate                  |
| Ø Jahresniederschlag | 1000–1500 mm | 500–1000 mm                            | 250–500 mm                         |
| Vegetation           | bis zu 6 m hohe immergrüne Gräser, leicht geschlossener Feuchtsavannenwald, Galeriewälder an Flüssen, Regenfeldbau | brusthohe Gräser, leichter Baumbestand | bis zu 30 cm hohe Gräser, Dornwald |

Merkmale der Anpassung an die Trockenheit sind zum Beispiel Laubabwurf in der Trockenzeit, verminderter Baumwuchs und vermehrter Wuchs wasserspeichernder Pflanzen.

## Lage und Verbreitung
Savannen sind insbesondere in Afrika stark verbreitet, besonders bekannt ist die Serengeti. Es gibt sie auch in Indien, Australien und im nördlichen Teil Südamerikas. In Afrika zieht sich ein Savannengürtel halbkreisförmig durch den Kontinent, beginnend in der Sudan- und Sahelzone Westafrikas über die ostafrikanischen Savannen bis zum südafrikanischen Veld.
Savannen sind als tropischer und subtropischer Vegetationstyp zu unterscheiden von den ariden Graslandschaften (Steppen) der gemäßigten Breiten, beispielsweise den Steppenlandschaften Osteuropas und Zentralasiens, den Prärien in Nordamerika und der subtropischen Pampa in Südamerika.